# Skimboarden

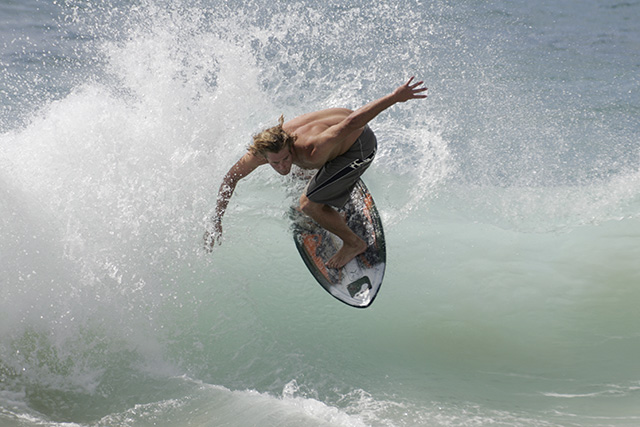
Skimboarden

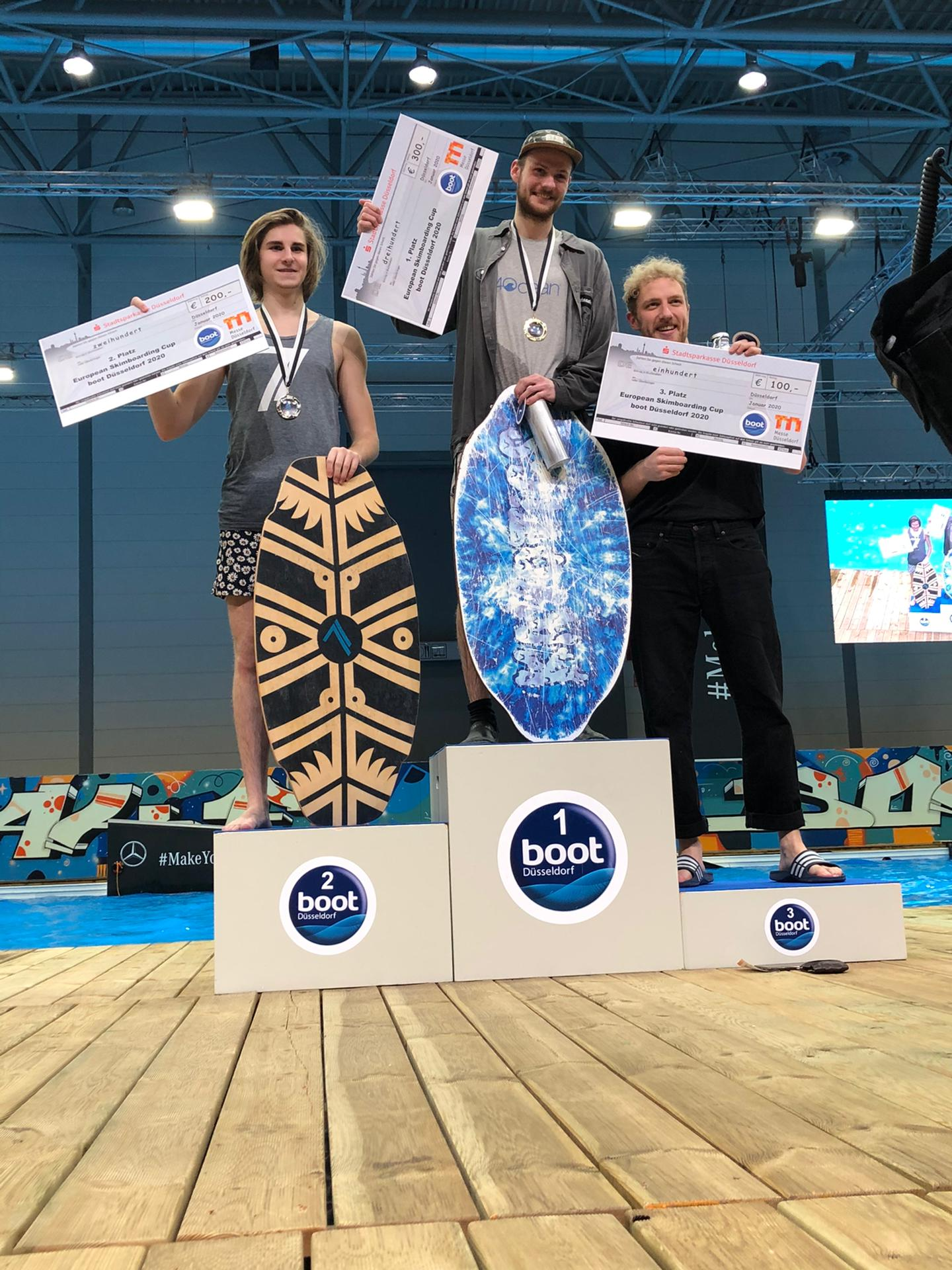
Boot Düsseldorf 2020

Skimboarden is een watersport waarbij men zich met een plank (een skimboard) over het water verplaatst. Het is mogelijk deze sport te beoefenen op een dunne laag water (flatlandskimboarden) en op golven (waveskimboarden). Een goede skimboarder kan zijn plank richting een golf gooien, erop springen en de hele golf uitrijden tot aan het strand, zoals bij golfsurfen. Skimboarden heeft een rijke geschiedenis. Wat begon op ronde houten boards in Laguna Beach in Californië, is nu een zeer competitieve watersport.
Moderne (wave)skimboards worden gemaakt van glasvezel of carbonvezels en schuimmateriaal met een hoge dichtheid om als basis te dienen. Als glasvezels of carbonvezels over een stuk schuimmateriaal in de juiste vorm worden geplaatst om vervolgens behandeld te worden met hars, ontstaat een skimboard.
Flatlandskimboards worden anders gemaakt dan waveskimboards en bestaan voornamelijk uit hout. Omdat de productieprocessen van flatlandskimboards vaak minder ingewikkeld zijn dan die van waveskimboards, zijn deze houten boards gemakkelijker zelf te maken. Toch zit er een enorm verschil het berijden van een professioneel gemaakt flatlandskimboard en een zelfgemaakt skimboard.

## Flatlandskimboarden
Flatlandskimboarden vindt plaats in ondiep water. Deze vorm van skimboarden vindt daarom veel plaats op vlakke stranden en rivieren. Op een flatlandskimboard kunnen diverse tricks worden gedaan die zijn afgeleid van het skateboarden. Dit zijn bijvoorbeeld de '180', '360', '540', etc. Dit doet de skimboarder door zijn hand even in het water te zetten en zich af te zetten. Zo kan hij roteren. De 'pop shove-it' is ook een populaire truc waarmee de skimboarder de plank onder zijn voeten 180 tot 540 graden laat roteren zonder zelf van positie te veranderen. Gevorderde flatlandskimboarders combineren deze trucjes vaak met een rail of een 'ramp', waardoor het er nog spectaculairder is. Ook gebruiken de gevorderde skimboarders boxen: een houten plaat op pootjes met buizen op de plaat, waarover men heen glijdt.

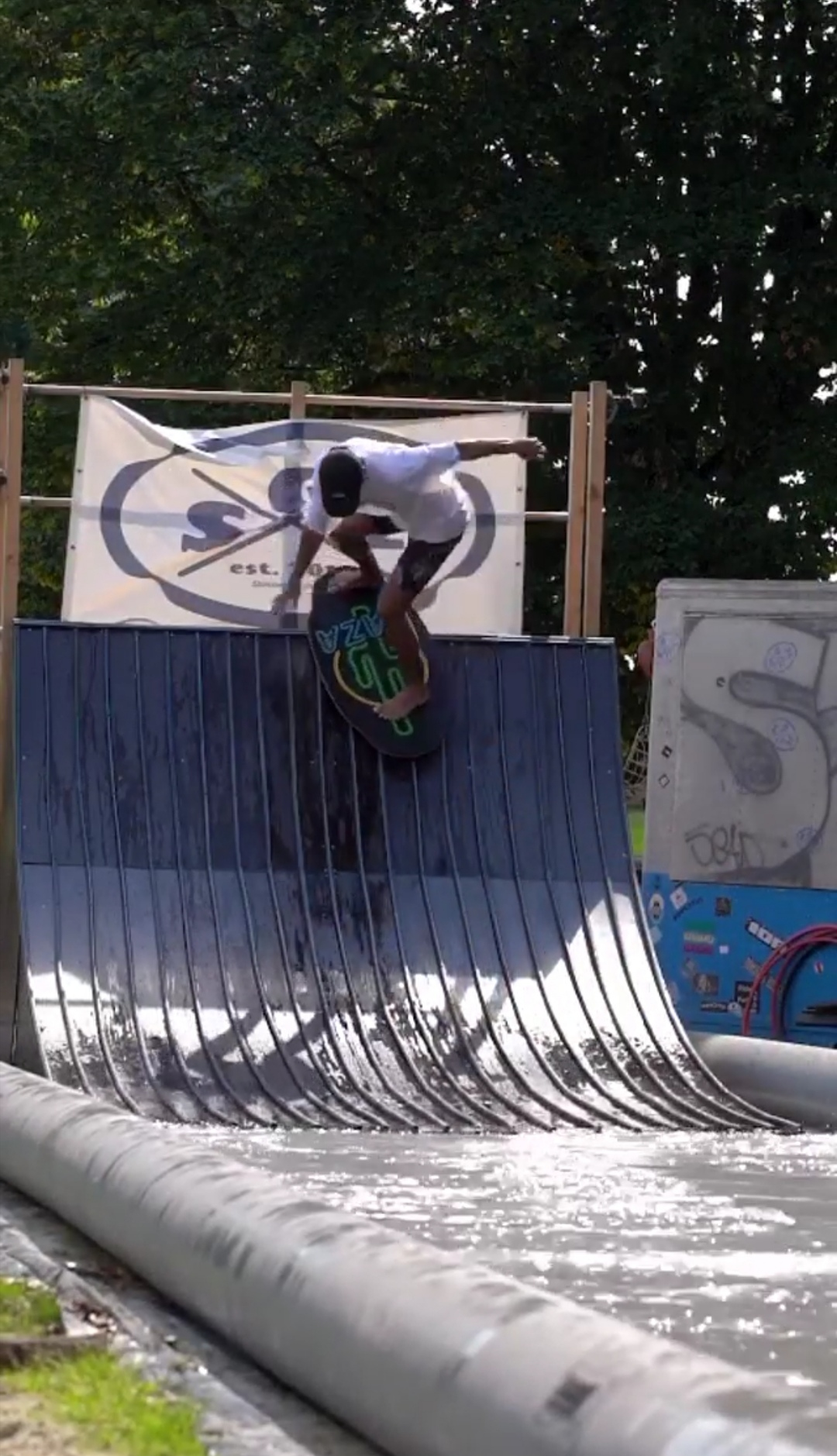
Skimpark Germany

Iedere zomer is er een toer door Europa met verschillende wedstrijden, The European Skimboarding Cup. Er zijn wedstrijden in Polen, Duitsland en Zweden. Hier komen altijd vele goede skimboarders bij elkaar om samen te skimboarden. Er wordt geskimboard op het hoogste niveau met altijd nieuwe obstakels. Bij iedere wedstrijd vallen er punten te winnen, de punten worden opgeteld en aan het einde van de toer is er een Europees kampioen. Over heel de wereld wordt deze sport beoefend en zo zijn er vele professionele skimboarders.

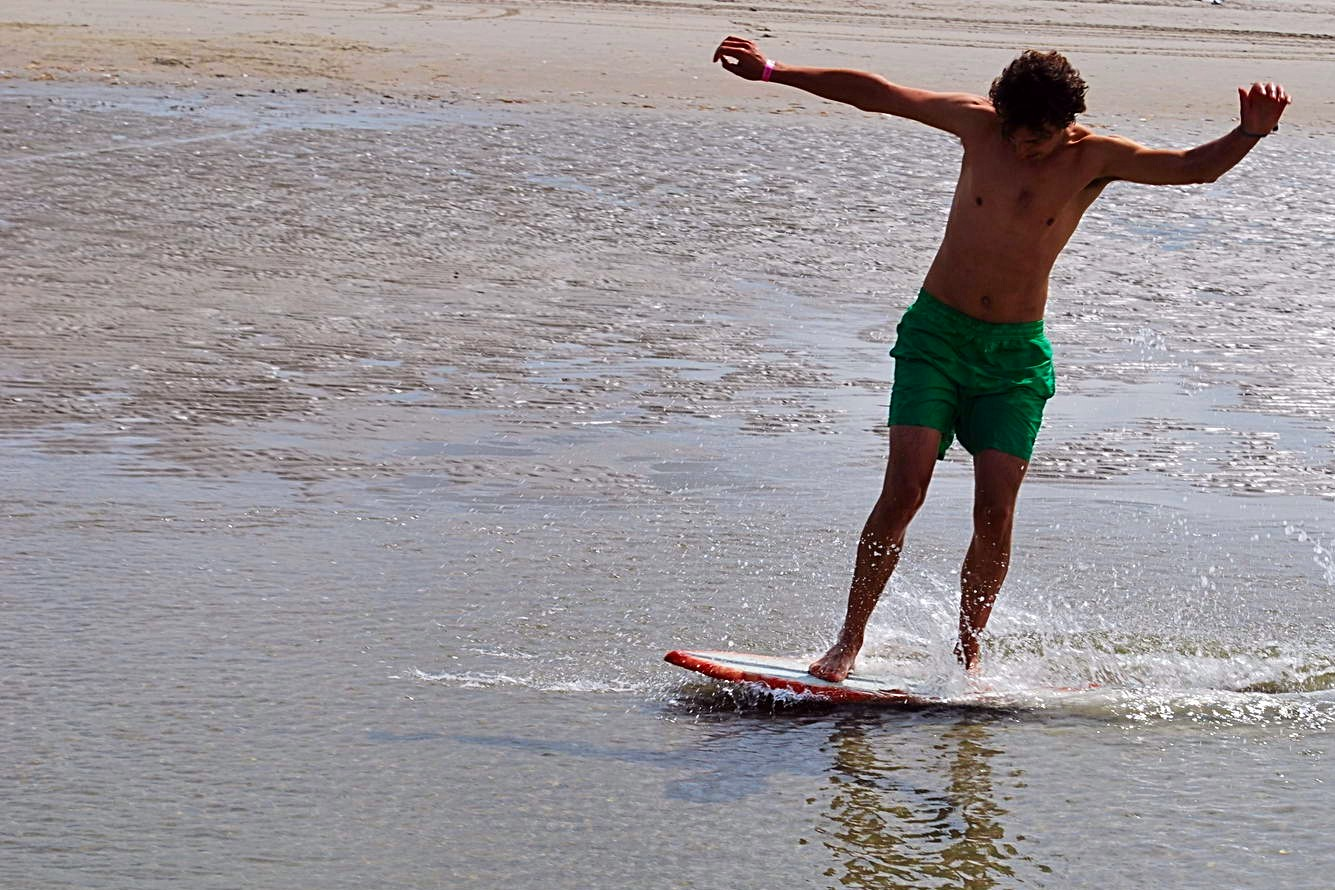
Flatlandskimboarden op strand Nes, Ameland

Flatlandboards bestaan uit hout en kosten tussen de 30 en 150 euro. De duurdere boards zijn gemaakt voor de gevorderde flatlandskimboarder. Deze hebben een speciale laag van HPL om slijtage tegen te gaan en zijn gemaakt van een speciaal soort hout. De meeste boards hebben ook een foam traction aan de bovenkant voor meer grip. Deze boards zullen geïmporteerd moeten worden uit het buitenland. Bekende merken zijn Nemo, Akwa, DB Skimboards, Seventyone, Kayotics, Gozone Skimboards en Bick Skimboards.
Het is eenvoudig om zelf een ramp of box te maken. Een box wordt gemaakt met gewone OSB platen en daarop dunne pvc-buisjes.
Skimboarden kan ook op andere plaatsen. Zo zijn er professionele skimboarders die in fonteinen of van trappen glijden. Dit noemt men urban skimboarding. 

## Waveskimboarden
Waveskimboarden is een sport die lijkt op surfen maar veel dichter aan de waterkant plaatsvindt. De skimboarder staat ongeveer 6 meter bij de kustlijn vandaan met een skimboard in zijn handen en wacht op een golf. Wanneer hij een golf ziet, rent hij er zo snel mogelijk naartoe met het skimboard in zijn handen. Hij werpt het board op nat zand en springt er zo snel mogelijk op. Het skimboard zal dan de zee in glijden richting de golf en deze zal de skimboarder weer terug naar de kust brengen. Als de golven groot genoeg zijn, kunnen skimboarders zelfs 'gebarreld' worden. Dit betekent dat ze door de krul van de golf heen skimboarden om er aan de andere kant uit te komen.